# Вото
Вото (англ. Wotho, марш. Wōtto [ɔ̯ɔ͡ʌtˠːʌ͡ɔɔ̯]) — атолл в Тихом океане в цепи Ралик (Маршалловы Острова). Историческое название — атолл Шанца.

## География

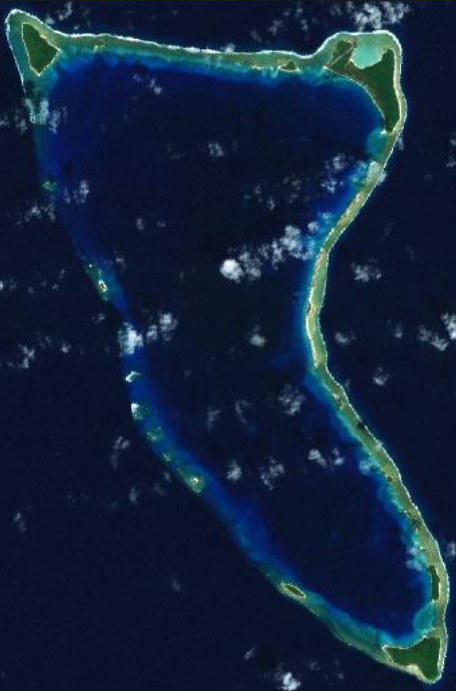
Космический снимок острова

Вото расположен в цепи Ралик. Ближайший материк, Австралия, находится в 3400 км.
Остров имеет неправильную форму и состоит из 18 островков, или моту. Площадь сухопутной части Вото составляет 4,33 км², площадь лагун — 94,92 км².
Остров покрыт густыми зарослями типичной для атоллов растительности, в основном пизонией. На Вото гнездится большое количество морских птиц.
Климат на острове влажный тропический. Случаются разрушительные циклоны.

## История
Согласно мифологическим представлениям маршалльцев остров был создан богом Лова.
Вото был впервые открыт европейцами 12 января 1565 года. Это сделал испанский капитан Мигель Лопес де Легаспи.
30 мая 1865 года Вото был повторно открыт капитаном русского корабля «Америка» Иваном Ивановичем Шанцем, который назвал его «Островом Шанца». Впоследствии мимо острова проплывало множество торговых и китобойных судов.
В 1860-х годах на Маршалловых островах стали появляться первые германские торговцы копрой, а в 1874 году Испания официально объявила о своих притязаниях на архипелаг. 22 октября 1885 года Маршалловы острова были проданы Испанией Германии, которая управляла архипелагом через Джалуитскую компанию. Официально германский протекторат над островами был установлен 13 сентября 1886 года. С 1 апреля 1906 года все острова архипелага были в составе Германской Новой Гвинеи, подчиняясь окружному офицеру Каролинских островов. В 1914 году Маршалловы острова были захвачены японцами. В 1922 году острова стали мандатной территорией Лиги Наций под управлением Японии. С 1947 года архипелаг стал частью Подмандатной территории Тихоокеанские острова под управлением США. В 1979 году Маршалловы острова получили ограниченную автономию, а в 1986 году с США был подписан Договор о свободной ассоциации, согласно которому США признавали независимость Республики Маршалловы Острова. С тех пор Вото — часть Республики Маршалловы Острова.

## Население
В 2011 году численность населения атолла составляла 97 человек. Вото образует один из 33 муниципалитетов Маршалловых Островов. В нижней палате парламента страны (марш. Nitijela) остров представляет один депутат.